# Tasca de selecció de Wason

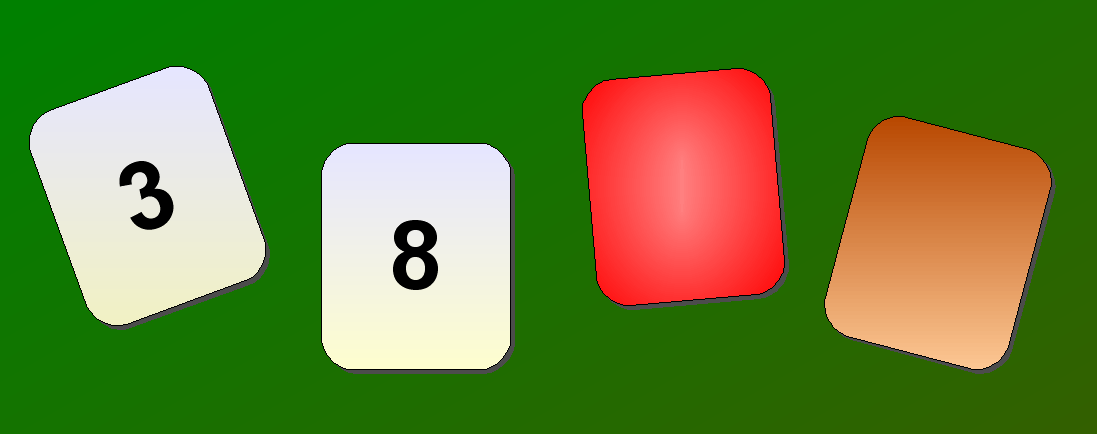
Cartes per la Tasca

Creat el 1966 per Peter Cathcart Wason, la  Tasca de selecció de Wason  és un trencaclosques lògic que és formalment equivalent a la següent pregunta:
 Et mostren un grup de quatre cartes en una taula. Cadascuna té un nombre d'un costat i un color de l'altre. Les cares visibles de les cartes mostren 3, 8, vermell i marró. Quines dues cartes hauria de girar per comprovar la veracitat de la proposició que si una carta mostra un nombre parell d'una banda, llavors la cara oposada mostra un color primari? 
Tant una resposta que identifica una carta que no cal invertir com una resposta que no identifica una carta a invertir són incorrectes.

## Solució
La resposta correcta és que només les cartes que mostren 8 i el costat marró són les que han d'invertir. Recordeu com es va formular la pregunta: " Si  la carta mostra un nombre parell,  llavors  la cara oposada mostra un color primari." Si donem volta la carta que diu "3" i és vermella, no invalida la regla. Si girem la vermella i té escrit el "3", tampoc fa que la regla sigui falsa. D'altra banda, si la carta marró té el número "4", invalida la regla: SÍ té un nombre parell, i NO té un color primari. Aquesta tasca és un exemple d'un condicional material en lògica.

## Interpretacions de la tasca de selecció de Wason
Els experiments han demostrat que si es presenta a la tasca de Wason com un trencaclosques lògic descontextualitzat, els resultats són força pobres. Fins i tot dins dels que responen correctament, alguns arriben al resultat correcte per l'aplicació de la regla contrapositiva. Com a contrast, algunes tasques de Wason solen ser més fàcils quan es presenten en un context de relacions socials. Per exemple, si es prova la regla de "Es permet la ingesta de begudes alcohòliques només a majors de 18 anys", la majoria de la gent no té dificultat en seleccionar els subjectes (aquells amb menys de 18 anys i els que prenguin alcohol) que han de ser testejats.
L'explicació més coherent amb els resultats de la tasca abstracta és la trobada per Evans i Lynch, postulen l'existència del "biaix d'aparellament" (matching bias), vol dir que els subjectes seleccionen les targetes que apareixen esmentades en la frase, també passa quan es nega el conseqüent en l'enunciat.
Els adherents a la psicologia evolutiva argumenten que una regla simple distingeix les tasques de Wason que la gent troba difícils amb les que semblen fàcils. La regla suggerida és que les tasques de Wason més fàcils són aquelles que es comprova un intercanvi social ( per rebre el benefici X, necessites complir la condició I ) i se li demana al subjecte que faci complir la regla, d'una altra manera és més difícil. Si s'accepta aquesta classificació, es dona suport a la teoria dels psicòlegs evolucionistes que algunes característiques de la psique humana són mecanismes que han evolucionat per selecció natural, per resoldre problemes d'interaccions socials, en lloc de ser expressions generals d'intel·ligència.